# Dordžgotovyn Cerenchand
Dordžgotovyn Cerenchand nebo Cerenchand Dordžgotovová (* 15. dubna 1977) je bývalá mongolská zápasnice – judistka a sambistka.

## Sportovní kariéra
Pochází z ajmagu Övörchangaj z chalchské kočovné rodiny. Připravovala se v armádním sportovní centru Aldar pod vedením trenéra Mašbata. V mongolské judistické a sambistické reprezentaci se pohybovala od roku 1997. Je dvojnásobnou mistryní světa v zápasu sambo z let 1999 a 2002. V roce 2000 se kvalifikovala na olympijské hry v Sydney v judo ve střední váze do 70 kg a prohrála v úvodním kole s Japonkou Masae Uenovou. Po olympijských hrách přestoupila do vyšší polotěžké váhy do 78 kg, ve které se v roce 2004 na olympijské hry v Athénách nekvalifikovala.
Od roku 2005 startovala v těžké váhové kategorii nad 78 kg. V roce 2008 se kvalifikovala na olympijské hry v Pekingu. Ve čtvrtfinále prohrála se Slovinkou Lucijou Polavderovou na ippon a spadla do oprav. Přes opravy se probojovala do boje o třetí místo proti mladé Kubánce Idalis Ortízové. Na svou soupeřku od úvodu nestačila a prohrála na ippon technikou o-goši. Obsadila 5. místo. V roce 2012 se na své třetí olympijské hry nekvalifikovala. Sportovní kariéru ukončila v pokročilém sportovním věku 39 let v roce 2015.

### Vítězství na turnajích
- 2011 – 1x světový pohár (Ulánbátar)

## Výsledky

### Judo

#### Váhové kategorie
| Turnaj            | 1999    | 2000    | 2001           | 2002           | 2003           | 2004           | 2005       | 2006       | 2007       | 2008       | 2009       | 2010       | 2011       | 2012       |
| Turnaj            | 22      | 23      | 24             | 25             | 26             | 27             | 28         | 29         | 30         | 31         | 32         | 33         | 34         | 35         |
| Turnaj            | střední | střední | polotěžká váha | polotěžká váha | polotěžká váha | polotěžká váha | těžká váha | těžká váha | těžká váha | těžká váha | těžká váha | těžká váha | těžká váha | těžká váha |
| ----------------- | ------- | ------- | -------------- | -------------- | -------------- | -------------- | ---------- | ---------- | ---------- | ---------- | ---------- | ---------- | ---------- | ---------- |
| Olympijské hry    |         | úč.     |                |                |                | —              |            |            |            | 5.         |            |            |            | —          |
| Mistrovství světa | úč.     |         | —              |                | 7.             |                | —          |            | úč.        |            | —          | 7.         | úč.        |            |
| Asijské hry       |         |         |                | 5.             |                |                |            | 2.         |            |            |            | 5.         |            |            |
| Mistrovství Asie  | —       | 2.      | —              |                | 3.             | 5.             | —          |            | 2.         | 3.         | —          |            | 3.         | 5.         |
| Univerziáda       | ?       |         | ?              |                | 7.             |                |            |            |            |            |            |            |            |            |

#### Bez rozdílu vah
| Turnaj            | 1999 | 2000 | 2001 | 2002 | 2003 | 2004 | 2005 | 2006 | 2007 | 2008 | 2009 | 2010 | 2011 |
| Turnaj            | 22   | 23   | 24   | 25   | 26   | 27   | 28   | 29   | 30   | 31   | 32   | 33   | 34   |
| ----------------- | ---- | ---- | ---- | ---- | ---- | ---- | ---- | ---- | ---- | ---- | ---- | ---- | ---- |
| Mistrovství světa | —    |      | —    |      | —    |      | —    |      | 7.   | —    |      | 7.   | —    |
| Asijské hry       |      |      |      | —    |      |      |      | 2.   |      |      |      | 3.   |      |
| Mistrovství Asie  | —    | —    | —    |      | —    | —    | —    |      | —    | 3.   | —    |      |      |

### Sambo
| Turnaj            | 1997 | 1998 | 1999 | 2000 | 2001 | 2002 | 2003 | 2004 | 2005 | 2006 | 2007 | 2008 | 2009 | 2010 | 2011 | 2012 | 2013 |
| Turnaj            | 20   | 21   | 22   | 23   | 24   | 25   | 26   | 27   | 28   | 29   | 30   | 31   | 32   | 33   | 34   | 35   | 36   |
| Turnaj            | -72  | -72  | -72  | -72  | -80  | -80  | -80  | -80  | +80  | +80  | +80  | +80  | +80  | +80  | +80  | +80  | +80  |
| ----------------- | ---- | ---- | ---- | ---- | ---- | ---- | ---- | ---- | ---- | ---- | ---- | ---- | ---- | ---- | ---- | ---- | ---- |
| Mistrovství světa | 3.   | —    | 1.   | —    | —    | 1.   | 3.   | 5.   | —    | —    | 2.   | —    | —    | —    | —    | —    | 5.   |